# 잘티스

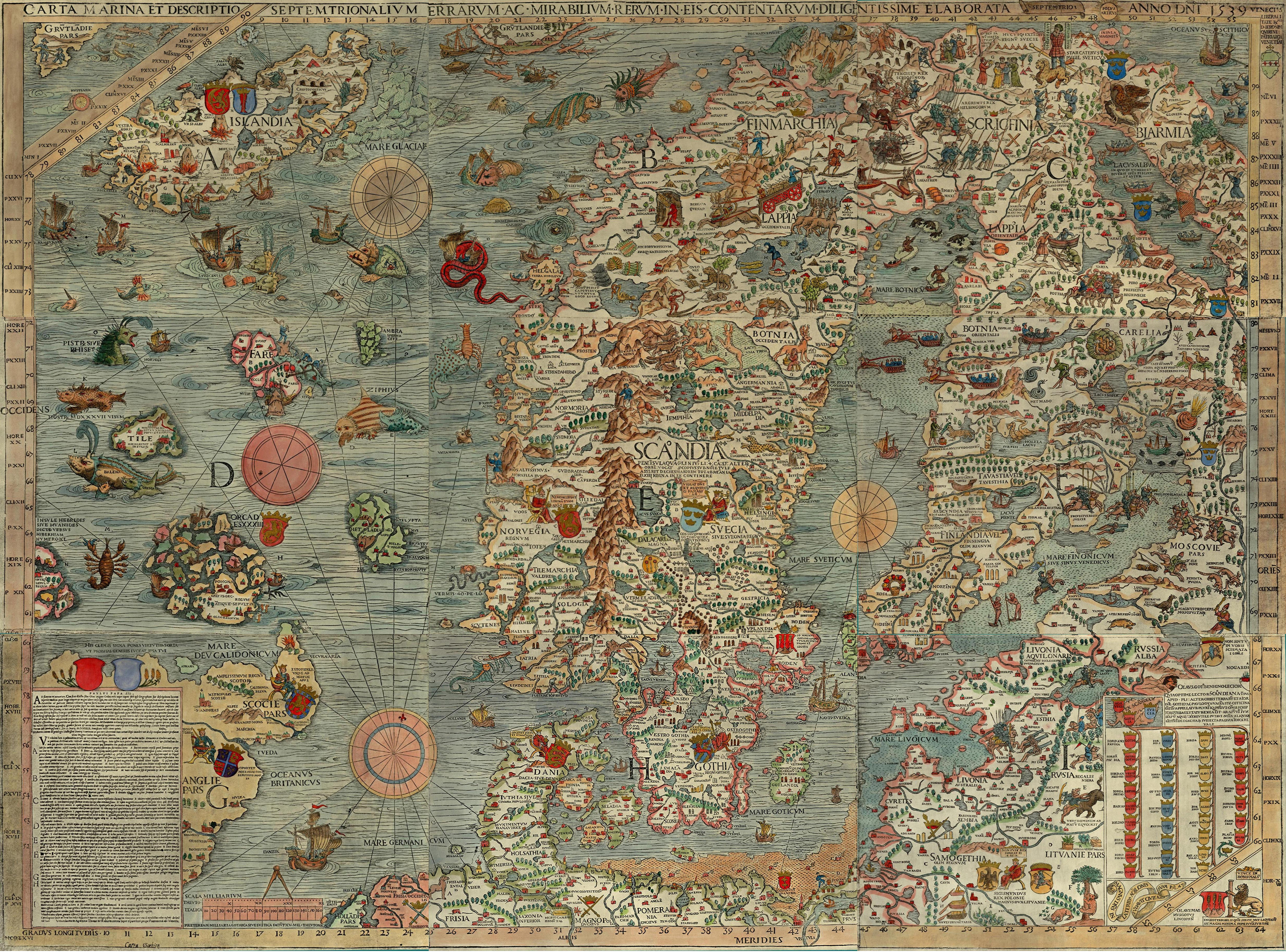
잘티스와와 성화는 LITVANIE PARS라는 비문 위의 Olaus Magnus의 카르타 마리나에 묘사되어 있다.

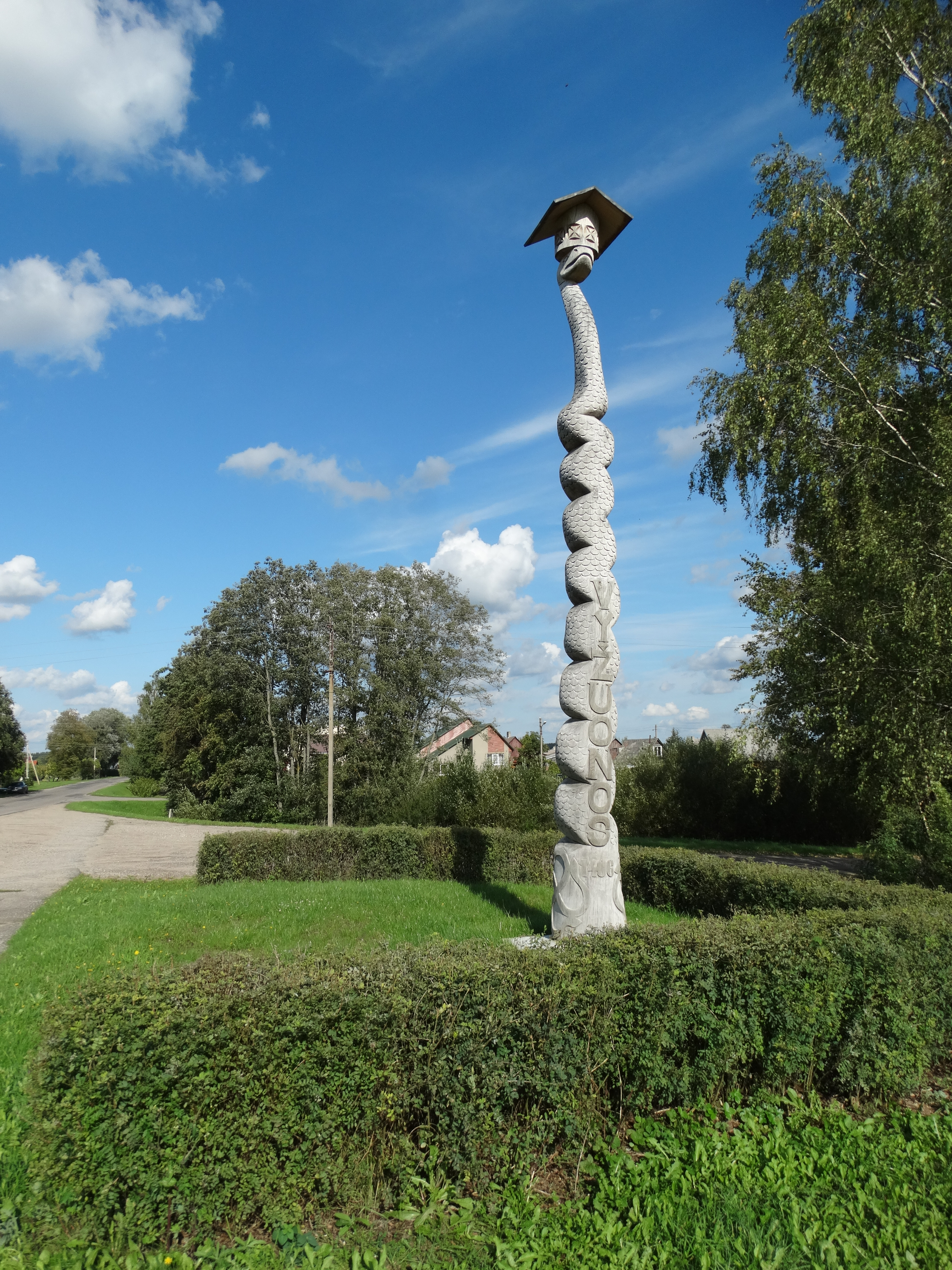
Vyžuonos에 있는 잘티스의 비석

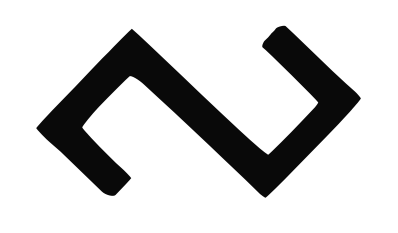
라트비아 신화의 최고신 마라의 잘티스 문양.

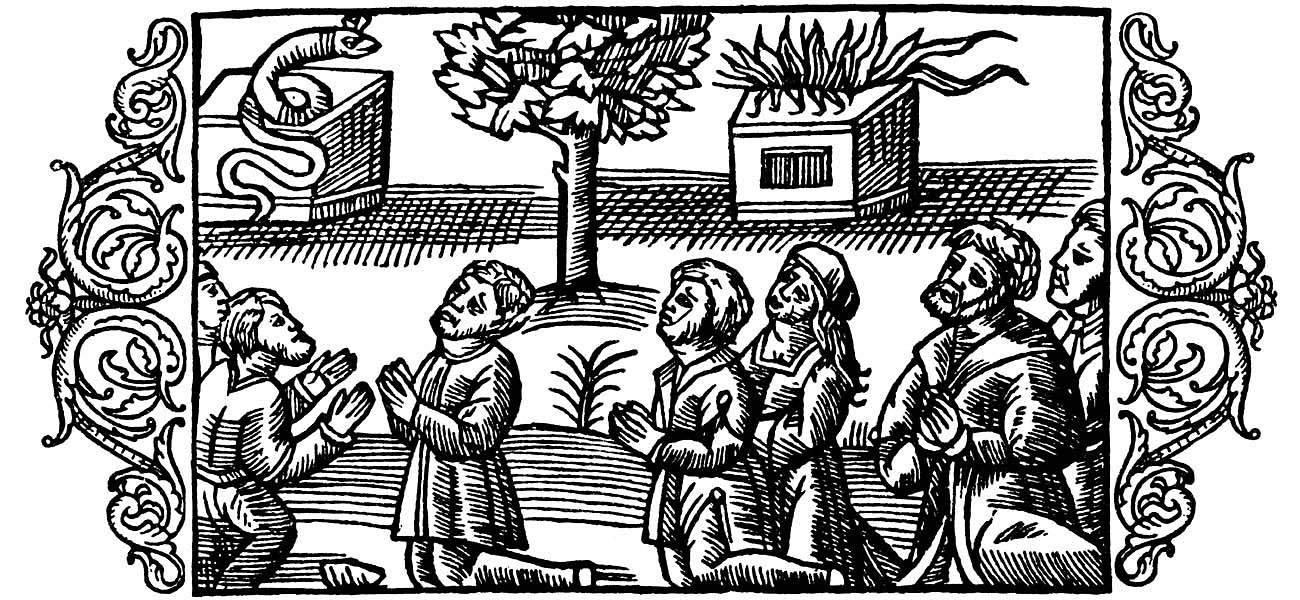
올라우스 마그누스가16세기 제작한 동판화에 나온 리투아니아의 종교 의식의 모습. 불의 제단과 잘티스를 올린 제단이 그려져 있다.

잘티스 (žaltys, žalčiai 리투아니아어 발음: ʒɐlʲˈtʲǐːs, 말 그대로 : 풀뱀)는 리투아니아 신화의 가정신이다.
태양의 여신 사울레의 신성한 동물로서 가정의 수호자이며 다산의 상징이다. 사람들은 난로나 집 안의 특별한 지역에서 그것을 애완 동물로 지키기도 했는데 풍년과 부를 가져올 것이라고 믿는다. 잘티스를 죽이는 것은 집안에 큰 불행을 가져다 준다고 믿는다. 사람들은 잘티스가 들판에서 발견되면 신성한 가정용 애완 동물로 삼아 친구가 되기 위해 우유를 주었다.

## 같이 보기
- 사울레
- 뱀의 여왕 에글레
- 에스토니아 신화